# 莱塔山麓奥镇
莱塔山麓奥镇是奥地利下奥地利州莱塔河畔布鲁克县的一个市镇。总面积16.71平方公里，总人口907人，人口密度54.3人/平方公里（2005年）。